# 서혜부

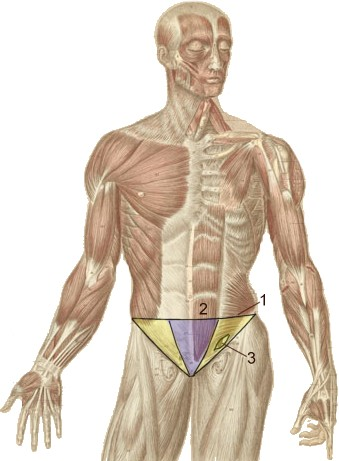

서혜부(鼠蹊部)는 좌우의 대퇴부의 옆에 있는 하복부의 삼각형 모양의 부분이다. 그래서 서혜부는 사타구니이라고 정의한다. 성병에 감염 시 서혜부 임파절을 침범해 염증 반응을 일으키는 것을 볼 수 있다.

## 같이 보기
- 스포츠 탈장